# PACE (program)
PACE Program (ang. The Professional Assistant Center for Education) – to zajmujący się usamodzielnianiem młodych dorosłych z różnorodnymi problemami w uczeniu się program na National-Louis University w Chicago.
Program powstał w wyniku zapotrzebowania na dalszą edukację dla uczniów kończących szkołę średnią, ale ze względu na niezaradność życiową (wynikającą z niepełnosprawności lub zaburzeń psychicznych) niemogących podjąć dalszej nauki, mieszkać samodzielnie i pracować na otwartym rynku pracy.
Program trwa dwa lata.

## Historia
Na początku lat 80' XX wieku środowisko nauczycieli specjalnych New Trier High School w Winneteka (czyli północnych przedmieść Chicago, stan Illinois) poszukiwało rozwiązania problemu przyszłości uczniów ze specjalnymi potrzebami edukacyjnymi, kończącymi szkołę średnią. Ze względu na swoje trudności nie byli w stanie usamodzielnić się.
W roku 1986 zespół pod kierunkiem doktora Roberta Hartha podjął przygotowania do opracowania założeń programu. Był on pierwszym dyrektorem programu.
We wrześniu 1987 roku przyjęta została pierwsza grupa studentów. Po dwóch latach ich edukacji władze National-Louis University zdecydowały o przyjęciu kolejnej grupy.
W 1997 roku dyrektorem PACE została Carol Burns, która przez wiele lat pracowała na wielu stanowiskach w programie.

## Studenci
W Programie uczą się studenci, którzy posiadają różnorodne deficyty rozwojowe oraz zaburzenia psychiczne. Ich iloraz inteligencji zawiera się najczęściej w przedziale 70-90. Wśród studentów znajdują się osoby z zespołem Downa, Williamsa, autyzmem, czy dwubiegunowymi zaburzeniami afektu.
Studenci są często opisywani jako trudni w diagnozowaniu. Na podstawie standardowych testów nie można w pełni rozpoznać ich potencjału.
Warunkiem przyjęcia jest ukończenie szkoły średniej. Powoduje to, że dolna granica wieku studentów to 18 lat. Najstarsi studenci mają 30 lat. Jest to maksymalny wiek, w jakim są przyjmowani.

## Główne obszary edukacji
Podstawowymi obszarami, na jakich skupia się program to umiejętności szkolne, trening zawodowy, umiejętności społeczne i umiejętności życiowe.
Umiejętności szkolne są rozwijane w czasie zajęć szkolnych. Wykorzystuje się w tym celu zaplecze oraz potencjał naukowy National-Louis University. W trakcie lekcji omawiane są teoretyczne zagadnienia związane z szeroko pojętą samodzielnością oraz rozwijane umiejętności artystyczne.

Kilka z przedmiotów jest kredytowanych, co oznacza, że studenci zaliczając je, zdobywają punkty zwane godzinami kredytowanymi (en. credit hour). Są one miarą, jaką podlicza się osiągnięcia studentów. W niektórych zawodach wymagane jest kilka takich kredytów, ale nie tytuł licencjata. Dotyczy to np. pomocy nauczyciela w przedszkolach.
Rozwijanie umiejętności zawodowych odbywa się w formie odbywania staży niepłatnych. Miejsca pracy są zlokalizowane w firmach, które współpracują z Programem. Są wśród nich zakłady gastronomiczne, kompleksy sportowo-rekreacyjne, przedszkola, szpitale oraz domy pomocy społecznej. Każdy student posiada trenera pracy, który pomaga w nauczeniu się czynności wymaganych na zajmowanym stanowisku oraz w zaaklimatyzowaniu się w zespole.
Brak umiejętności społecznych na odpowiednim poziomie stanowi dla wielu ze studentów, głównie z zaburzeniami ze spektrum autyzmu,  duży problem. W tym celu modelowane są odpowiednie treningi. Soboty są przeznaczone na atrakcyjne wyjścia (np.: do kina lub na kręgle), udział w których również ma stymulować rozwój społeczny.
Studenci uczą się podstawowych czynności samoobsługowych poprzez indywidualne treningi z instruktorami umiejętności życiowych. Mieszkając w akademiku odpowiadają za czystość i organizację w swoich pokojach, higienę osobistą oraz własne wydatki i spędzanie czasu wolnego. Instruktorzy pomagają im uczyć się odpowiednich umiejętności oraz monitorują ich.

## Organizacja życia studentów
Studenci mieszkają w akademiku. Mają w nim do pomocy Resident Advisorów, którzy również tam mieszkają i pełnią dyżury nocne.
3 dni w tygodniu przeznaczone są na staże w miejscach pracy, 2 na zajęcia klasowe.
Soboty zarezerwowane są na wyjścia na mecze, do muzeów oraz udział w innych atrakcyjnych aktywnościach.
Wieczorami studenci mogą spędzać czas w klubach, które sami wybierają. Są wśród nich: sportowe, artystyczne, gazetka, oraz inne, zgodne z ich zainteresowaniami.
Studenci są zobowiązani do spędzania nocy w akademiku w swoich pokojach. Powrót do akademika musi nastąpić przed wyznaczoną godziną.

## Współpraca międzynarodowa
PACE Program współpracuje z innymi uczelniami. Co roku pracują w nim studenci bądź absolwenci Daegu University z Korei Południowej, w poprzednich latach także z Akademii Pedagogiki Specjalnej z Polski. Staże takie trwają 10 miesięcy.
W marcu 2011 roku otwarto koreańską wersję Programu. Nazywa się K-PACE. Jednostką prowadzącą jest Daegu University. Program jest oparty na jego zapleczu organizacyjnym i naukowym.